# 穆拉希區

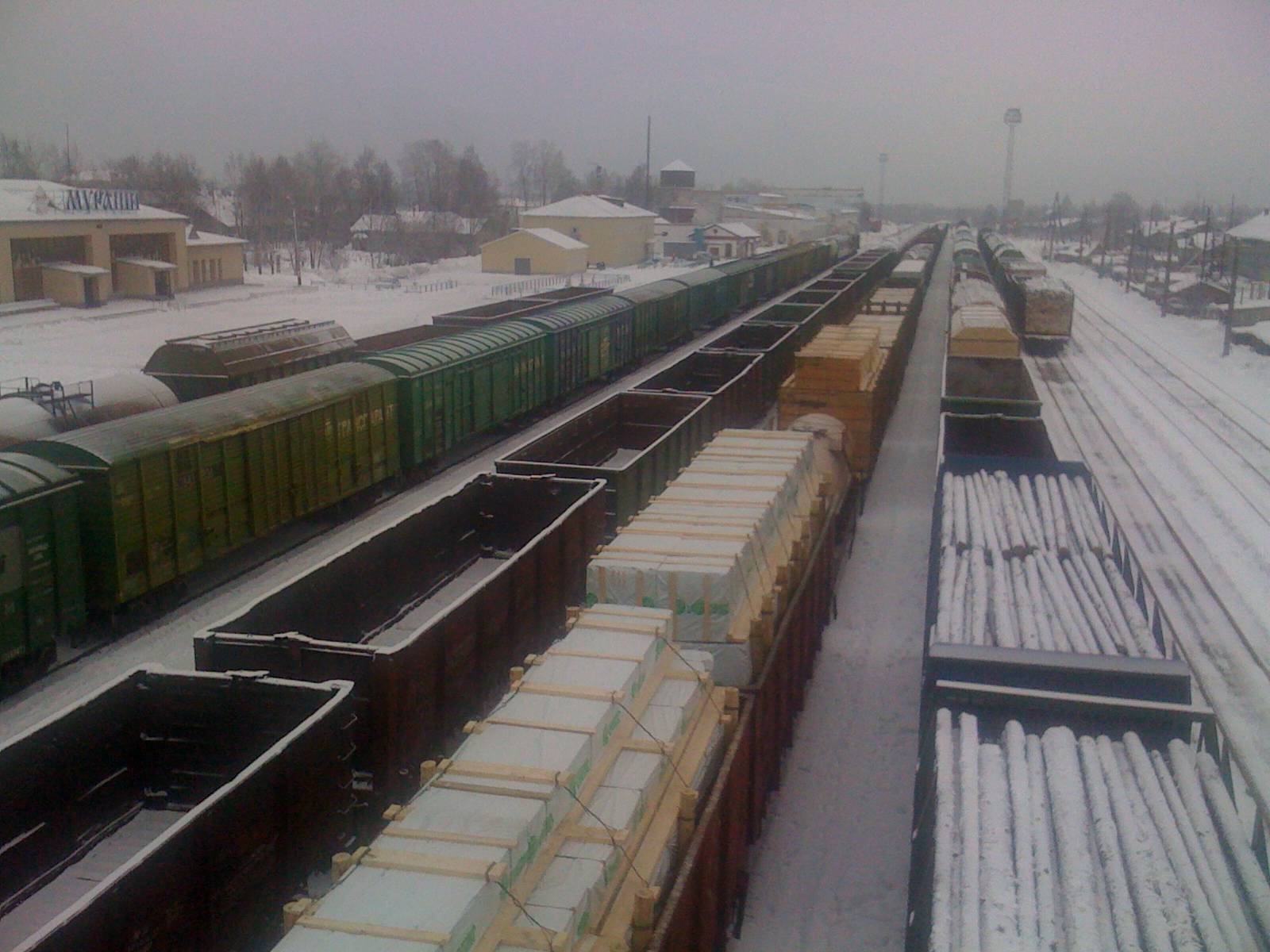

59°23′N 48°58′E / 59.383°N 48.967°E
穆拉希區（俄语：Мурашинский район），是俄羅斯的一個區，位於該國西部，由基洛夫州負責管轄，始建於1929年7月10日，面積3,415.8平方公里，2010年人口12,905，人口密度每平方公里3.78人。